# The Runaways (альбом)
The Runaways (МФА: ['rʌnəweɪz]; с англ. — «Беглецы») — дебютный студийный альбом американской хард-рок-группы The Runaways, выпущенный 16 марта 1976 года звукозаписывающим лейблом Mercury Records.

## Об альбоме
Альбом был записан в марте 1976 года в Fidelity Recorders (Студио-Сити, штат Калифорния). Доработка проводилась в Criterion Studios (Голливуд, Калифорния). Авторами большей части музыкального материала пластинки выступили гитаристка Джоан Джетт и менеджер и продюсер The Runaways — Ким Фоули. Согласно многочисленным источникам, включая утверждениям Шери Кэрри (в её мемуарах Neon Angel) и в буклете переиздания альбома The Runaways на Cherry Red Records 2003 года указано, что ввиду недостаточных навыков Джеки Фокс Ким Фоули не позволил играть ей на записи. Вместо неё партии бас-гитары исполнил участник Blondie Найджел Харрисон.
В документальном фильме Edgeplay: A Film About the Runaways говорится, что первый трек альбома «Cherry Bomb» был написан специально во время прослушивания Кэрри, а само название — игра слов на произношении её имени. Фоули сказал Кэрри подготовить песню Сьюзи Кватро для прослушивания; она выбрала песню «Fever», которую группа не знала, как играть. Вместо этого Джетт и Фоули придумали песню и попросили Кэрри спеть её на прослушивании (этот же момент был и в фильме).
5 января 2009 года «Cherry Bomb» заняла 52-е место в списке 100 величайших хард-роковых песен канала VH1.
«You Drive Me Wild» показан в фильме о группе 2010 года «Ранэвэйс». В нём актрисы Дакота Фаннинг и Кристен Стюарт в образах Шери Кэрри и Джоан Джетт соответственно исполняют «Cherry Bomb» и «Dead End Justice».
Алекс Хендерсон из AllMusic похвалил альбом (особенно Кэрри, Джетт и Литу Форд), сравнив музыку группы с материалом Led Zeppelin и Aerosmith.

## Список композиций
| №  | Название              | Автор(ы)               | Ведущий вокал | Длительность |
| -- | --------------------- | ---------------------- | ------------- | ------------ |
| 1. | «Cherry Bomb»         | Джоан Джетт Ким Фоули  | Шери Кэрри    | 2:20         |
| 2. | «You Drive Me Wild»   | Джоан Джетт            | Джоан Джетт   | 3:20         |
| 3. | «Is It Day or Night?» | Ким Фоули              | Шери Кэрри    | 2:43         |
| 4. | «Thunder»             | Марк Энтони Кари Кроум | Шери Кэрри    | 2:35         |
| 5. | «Rock and Roll»       | Лу Рид                 | Джоан Джетт   | 3:14         |

| №                   | Название            | Автор(ы)                                        | Ведущий вокал            | Длительность |
| ------------------- | ------------------- | ----------------------------------------------- | ------------------------ | ------------ |
| 1.                  | «Lovers»            | Джоан Джетт Ким Фоули                           | Джоан Джетт              | 2:10         |
| 2.                  | «American Nights»   | Марк Энтони Ким Фоули                           | Шери Кэрри               | 3:15         |
| 3.                  | «Blackmail»         | Джоан Джетт Ким Фоули                           | Джоан Джетт              | 2:40         |
| 4.                  | «Secrets»           | Шери Кэрри Ким Фоули Кари Кроум Сэнди Уэст      | Шери Кэрри               | 2:47         |
| 5.                  | «Dead End Justice»  | Скотт Андерсон Шери Кэрри Ким Фоули Джоан Джетт | Шери Кэрри и Джоан Джетт | 7:00         |
| Общая длительность: | Общая длительность: | Общая длительность:                             | Общая длительность:      | 32:04        |

## Участники записи
Список составлен в соответствии с буклетами нескольких изданий альбома.
The Runaways
- Шери Кэрри — ведущий вокал
- Лита Форд — соло-гитара
- Джоан Джетт — ритм-гитара, вокал
- Джеки Фокс — бас, бэк-вокал (указана в титрах, в записи альбома не участвовала)
- Сэнди Уэст — ударные, бэк-вокал

| Дополнительные музыканты - Родни Бингенхаймер — оркестровка - Найджел Харрисон — бас (в титрах не указан) - The Runaways — аранжировщик - Ким Фоули — аранжировщик - Скотт Андерсон — аранжировщик Технический состав оригинальное издание 1976 года - Ким Фоули — музыкальный продюсер - Скотт Андерсон — координатор производственного процесса - Гилберт Конг — мастеринг-инженер - Том Голд — фотограф | Технический состав переиздание 2003 года - Энди Моррис — звукорежиссёр - Мики Стил — инженер-ремастеринга - Алекс Блейдс — координатор производственного процесса - Билл Джиммерсон — оператор звукозаписи - Лоуренс В. Венделькен — оператор звукозаписи - Десмонд Стробель — дизайнер - Михаэль Хаусман — фотограф - Нива Брингас — фотограф - Иэн МакНей — автор текста для буклета - Джоан Джетт — автор текста для буклета - Майкл Хитли — автор текста для буклета - Лиза Франчер — автор текста для буклета - Салли О-Джей — автор текста для буклета |

## Позиции в хит-парадах
Еженедельные чарты:
| Год       | Хит-парад                     | Высшая позиция |
| --------- | ----------------------------- | -------------- |
| 1976—1977 | Австралия (Kent Music Report) | 31             |
| 1976—1977 | США (Billboard 200)           | 194            |